# Křemelná (vattendrag)
Křemelná är ett vattendrag i Tjeckien.   Det ligger i regionen Plzeň, i den sydvästra delen av landet, 130 km sydväst om huvudstaden Prag.